# 虎岩玄隆
虎岩玄隆（こげんげんりゅう、 永禄3年（1560年） -文禄4年7月15日（1595年8月20日））は、 戦国時代から安土桃山時代にかけての臨済宗の僧。字は虎岩、諱は玄隆。僧階が「西堂」であって、隆西堂（または玄隆西堂）とは略称。東福寺山内法雲寺（後の南昌院で廃寺）の開基であり、南昌院隆西堂や南昌院虎岩玄隆とも言う。

## 略歴
近江国の出身。11歳で出家し、法煕春東堂の後を継ぐ。玄隆は早くより英才として知られていたが、関白・豊臣秀次が彼に師事して帰依したことにより、その恩恵を最も受けた。天正17年（1589年）に法雲寺を創立されて住職となり、寺領は500石。天正19年（1591年）に真如寺位、禅興寺公領を与えられた。
文禄4年（1595年）に秀次が高野山蟄居となった際に請われて同行。『大かうさまくんきのうち』によれば、秀次が切腹する直前、目をかけて下さった恩義に報いるために彼岸の導きをすると言って、名刀村雲を貰って見事に切腹して冥土に先に旅立ち、殉死を果たした。享年35。